# Grias peruviana
Grias peruviana là một loài thực vật có hoa trong họ Lecythidaceae. Loài này được Miers mô tả khoa học đầu tiên năm 1874.